# 1361 Leuschneria
1361 Leuschneria је астероид главног астероидног појаса са пречником од приближно 30,25 .
Афел астероида је на удаљености од 3,469 астрономских јединица (АЈ) од Сунца, а перихел на 2,696 АЈ.
Ексцентрицитет орбите износи 0,125, инклинација (нагиб) орбите у односу на раван еклиптике 21,591 степени, а орбитални период износи 1977,193 дана (5,413 година).
Апсолутна магнитуда астероида је 10,80 а геометријски албедо 0,092.
Астероид је откривен 30. августа 1935. године.